# Застава Божићног Острва
Застава Божићног Острва је неслужбено усвојена 1986, пошто је изабрана у такмичењу за заставу територије. Дизајнирао ју је Тони Коуч из Сиднеја, Аустралија. Службено је усвојена 2002. године. Плаво поље на застави представља индијски океан који окружује острво, а зелено вегетацију на острву. Сазвежђе јужног крста симболизује повезаност са Аустралијом и положај острва на јужној хемисфери. Птица на застави је Phaethon lepturus, која живи на острву, а жути круг, унутар којег се налази карта острва, представља рад у острвским рудницима фосфата.